# Leptostegna tenerata
Leptostegna tenerata är en fjärilsart som beskrevs av Hugo Theodor Christoph 1881. Leptostegna tenerata ingår i släktet Leptostegna och familjen mätare. Inga underarter finns listade i Catalogue of Life.